# مجلس الأمن الروسي
مجلس الأمن في الاتحاد الروسي (بالروسية: Совет Безопасности Российской Федерации СБРФ]) هو هيئة استشارية للرئيس الروسي تعمل بموجب قرارات الرئيس لشؤون الأمن القومي. تتألف من الوزراء الرئيسيين ورؤساء الوكالات ويرأسها رئيس روسيا، وقد تم تأسيسها لتكون منتدى لتنسيق وتكامل سياسة الأمن القومي في روسيا. وهو الوريث لمجلس الأمن التابع للاتحاد الجمهوريات الاشتراكية السوفياتية.